# Kesslersyndroom

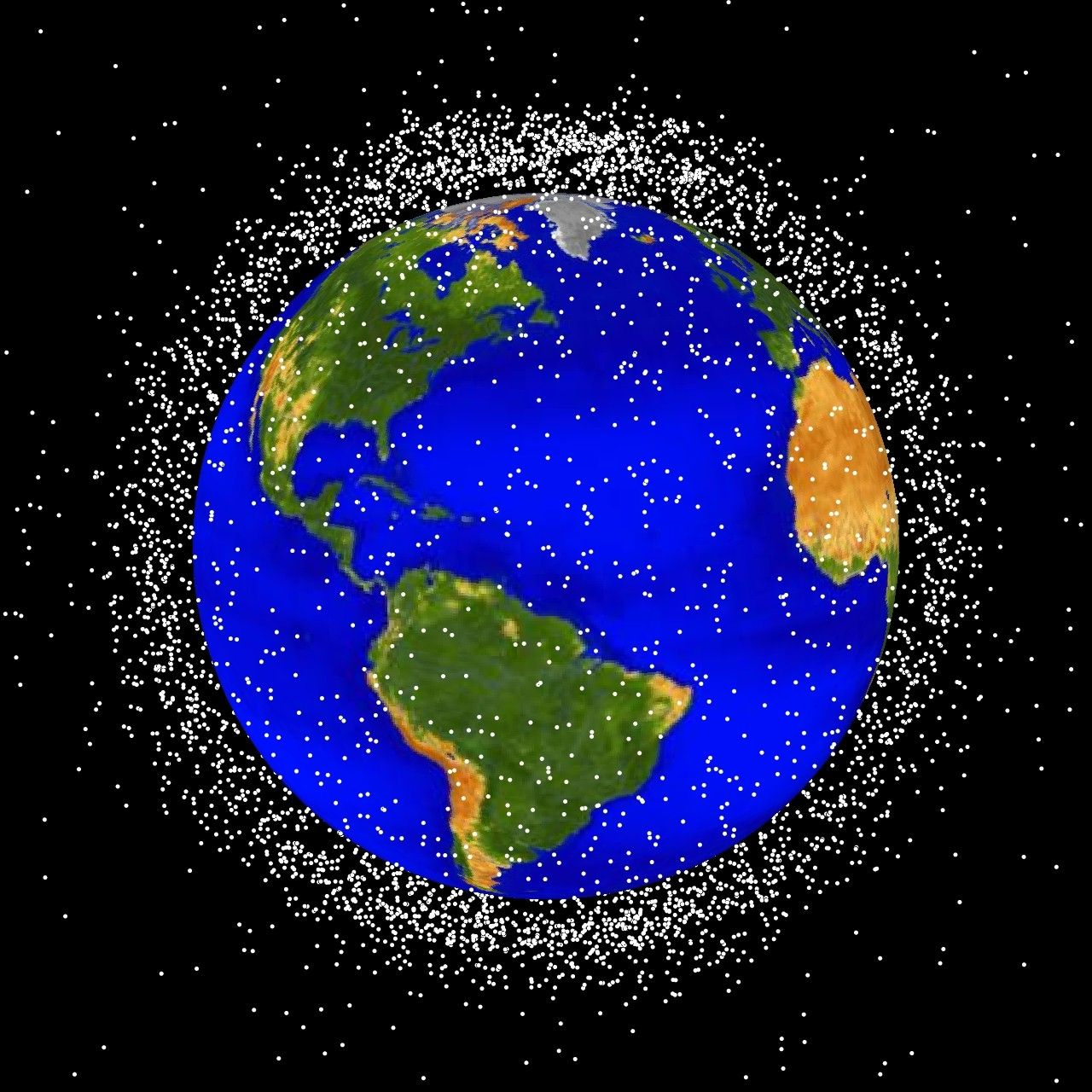
Een door de computer gemaakt overzicht van ruimteschroot in lage banen (tot 2.000 km van het aardoppervlak)

Het Kesslersyndroom is het scenario waarbij de dichtheid van objecten in een lage aardebaan hoog genoeg is dat botsingen tussen objecten een kettingreactie kunnen veroorzaken waarbij elke botsing ruimteschroot produceert dat de kans op verdere botsingen vergroot. Het scenario werd in 1978 beschreven door NASA-wetenschapper Donald J. Kessler. Hij stelde dat ruimtevaart en het gebruik van satellieten in bepaalde banen in de toekomst riskanter wordt.

## In fictie
- In de film Gravity uit 2013 staat het Kesslersyndroom centraal.[3]